# Graptomyza xanthopoda
Graptomyza xanthopoda är en tvåvingeart som beskrevs av Mario Bezzi 1915. Graptomyza xanthopoda ingår i släktet Graptomyza och familjen blomflugor.
Artens utbredningsområde är Ghana. Inga underarter finns listade i Catalogue of Life.